# مخيض

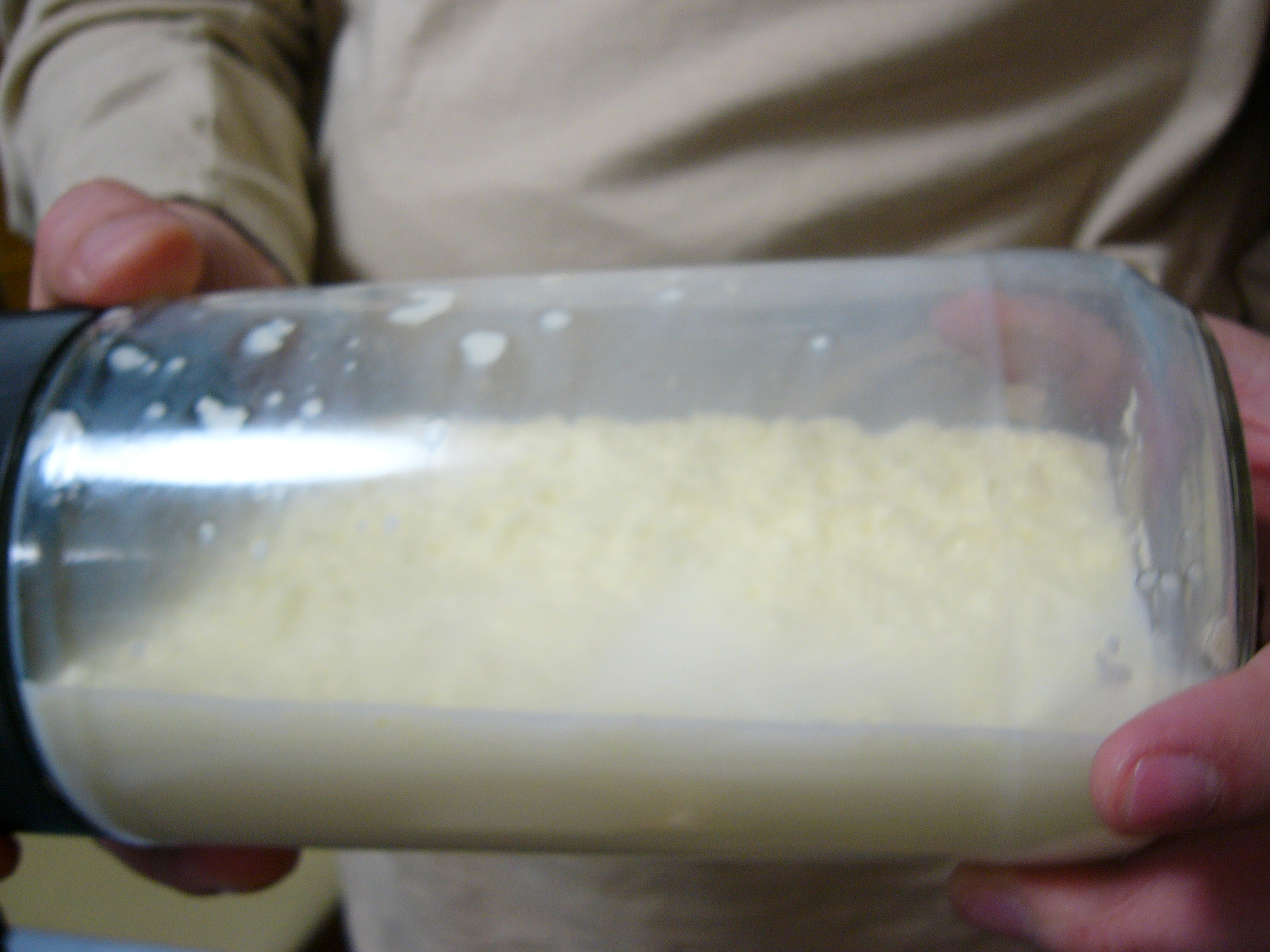

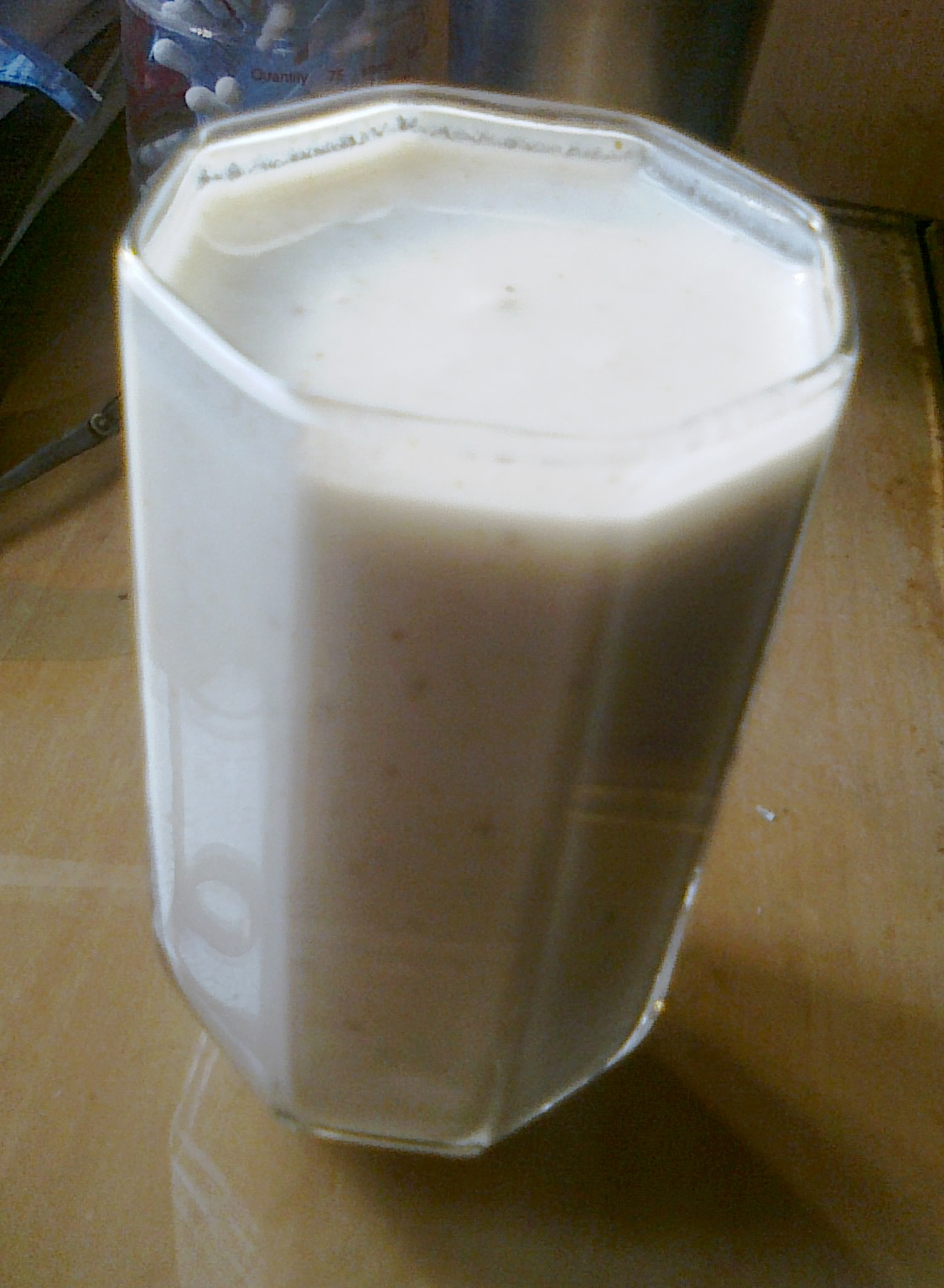

المَخِيض أو مَخِيض اللَّبَن أو اللَّبَنُ المَخِيض أو المخدض أو الحليب الرائب المَمْخُوض أو الشنينة في بلاد الشام والرافدين، ويَشِيع تسميته باللبن في كثير من الأقطار العربية (مثل المناطق المغاربية). وهو في الأصل، سائل ينتج بعد مخمضة الزبدة من القشدة. ولكنه يشير أيضًا إلى مجموعة من مشروبات الحليب المخمَّرة وشائع شربه في المناخ الدافئ (على سبيل المثال: الشرق الأوسط، والهند، وجنوب الولايات المتحدة) حيث إن الحليب الطازج على خلاف ذلك من شأنه أن يفسد سريعًا. هي أيضًا مشهوره في الدول الإسكندنافية، على الرغم من المناخ البارد.
سواء تقليدية أو متحضرة، حموضة الحليب الرائب ترجع إلى وجود حامض في الحليب. الحموضة الزائدة ترجع أساسا إلى حمض اللاكتيك، هو منتج طبيعي أُنتج عن طريق بكتريا حمض اللاكتيك بينما تخمر اللاكتوز، السكر الأساسي وجد في الحليب. لأن حمض اللاكتيك أُنتج عن طريق البكتيريا، درجة حموضة اللبن تقل والكاسين وهو البروتين الرئيس في الحليب، تسبب الرواسب التلف أو تخثر الحليب. هذه العملية تجعل زبدة اللبن اسمك من الحليب العادي. في حين أن كلا من الحليب الرائب التقليدي والمحضر يحتوي على حامض اللاكتيك، زبدة اللبن التقليدية تميل إلى أن تكون أرفع (أرق) في حين زبدة اللبن المتحضره أكثر سماكة.

## أصل التسمية
تعتمد طريقة تحضيره على الترويب (روَّب) أي بعملية التخمير فيكون معناه "حليب رائب ممخوض"، لكنْ هناك طرق أخرى في تحضيره وهي بعملية الخَضّ والخَفْق والرَّج. فقد تختلف طريقة تحضير المَخِيض القديمة عن التي تُعَدُّ في الوقت الحاضر، فقد تتشابه في طريقة تحضير الأجبان عن طريق عملية التمخيض، وهذا ما دلَّت عليه مجموعة من أخبار العرب في المعاجم، التي يُمكن أن نعرف منها سبب التسمية وأصلها، ومنها ما ذكره ابن منظور في لسان العرب:
«..والإِمْخاضُ: مَا اجْتَمَعَ مِنَ اللَّبَنِ فِي المَرْعَى حَتَّى صَارَ وِقْرَ بَعِيرٍ، وَيُجْمَعُ عَلَى الأَماخِيضِ. يُقَالُ: هَذَا إِحْلابٌ مِنْ لَبَنٍ وإِمْخاضٌ مِنْ لَبَنٍ، وَهِيَ الأَحالِيبُ والأَماخِيضُ، وَقِيلَ: الإِمخاض اللبنُ ما دام فِي المِمْخَضِ. والمُسْتَمْخِضُ: البَطِيءُ الرَّوبِ مِنَ اللَّبَنِ، فإِذا اسْتَمْخَضَ لَمْ يَكَدْ يَرُوب، وإِذا رابَ ثمَ مَخَضَه فَعَادَ مَخْضاً فَهُوَ المُسْتَمْخِضُ، وَذَلِكَ أَطيبُ أَلبانِ الْغَنَمِ. وَقَالَ فِي مَوْضِعٍ آخَرَ: وَقَدِ اسْتَمْخَضَ لبنُك أَي لَا يكادُ يَرُوبُ، وإِذا استمخَضَ اللبنُ لَمْ يَكَدْ يَخْرُجُ زُبده، وَهُوَ مِنْ أَطيب اللَّبَنِ لأَن زُبده اسْتُهْلِكَ فِيهِ. واستمخضَ اللبنُ أَيضاً إِذا أَبْطأَ أَخَذَهُ الطَّعْم بَعْدَ حَقْنِه فِي السِّقاء. اللَّيْثُ: المَخْضُ تحريكُك المِمْخَض الَّذِي فِيهِ اللَّبَنُ المَخِيض الَّذِي قَدْ أُخِذَتْ زُبدته. وتَمَخَّضَ اللبنُ وامْتَخَضَ أَي تحرَّك فِي المِمْخضة، وَكَذَلِكَ الْوَلَدُ إِذا تحرَّك فِي بَطْنِ الْحَامِلِ..»
وعن المرتضى الزَّبيدي في تاج العروس من جواهر القاموس:
«مَخَضَ اللَّبَنَ يَمْخضُه، مُثَلَّثَةَ الآتِي‌، كما قَالَهُ الجَوْهَرِيُّ، أَي من حَدّ ضَرَب، ونَصَر، ومَنَعَ، فالماضِي مَفْتُوحٌ على كُلِّ حَالٍ: أَخَذَ زُبْدَهُ، فَهُوَ مَخِيضٌ ومَمْخُوضٌ، وقَد تَمَخَّضَ. وقال اللَّيْثُ: المَخْضُ: تَحْرِيكُكَ المِمْخَضَ الَّذِي فِيه اللَّبَنُ المَخِيضُ الَّذِي قَدْ أُخِذَتْ زُبْدَتُه. وتَمَخَّضَ اللَّبَنُ. وامْتَخَضَ، أَيْ تَحَرَّكَ في المِمْخَضَةِ. وقَدْ يَكُونُ المُخْضُ في أَشْيَاءَ كَثِيرَةٍ. يُقَالُ: مَخَضَ الشَّيْ‌ءَ مَخْضاً، إِذا حَرَّكَهُ شَدِيداً. وفي الحَدِيثِ: «مُرَّ عَلَيْهِ بِجَنَازَةٍ تُمْخَضُ مَخْضاً». أَيْ تُحَرَّكُ تَحْرِيكاً سَرِيعاً، كما في اللِّسَان. وفي العُبَاب: تُمْخَضُ مَخْضَ الزِّقِّ فقَالَ: «عَلَيْكُمْ بالقَصْدِ»، أَيْ تُحَرَّكُ تَحْرِيكاً شَدِيداً...»

## الحليب الرائب التقليدي
الحليب الرائب كان سائلًا مُخلفًا من ممخضة الزبدة من القشدة.

### المغرب
في المغرب يصنع الحليب الرائب محليا عبر عدة طرق تقليدية، منها مخض الحليب بواسطة عملية تحريكه داخل قنينة أفقيا بصفة متتالية، حتى يصبح لبنا رائبا، وتظهر القشدة على سطحه، تسمى هاته العملية ب «المخيض».

### الهند
يُعرف لبن الزبدة على نطاق واسع في الهند: باسم «نشاس»، «تشانتش»، «تشاتش»، وفي (الكنادية: ಮಜ್ಜಿಗೆ)، (التيلوغوية: మజ్జిగ)، (التاميل: மோர்)، (المراثية: ताक) معروفة لتكون السائل المتبقي بعد استخراج الزبدة من الزبادي المُمخض (ضاحي) أو القشدة (مالاي). اليوم، هذا ما يسمى بزبدة اللبن التقليدية. زبدة اللبن التقليدية لا تزال شائعة في العديد من الأسر الهندية ولكن نادرا ما توجد في البلدان الغربية.

## تحضير الحليب الرائب
تباين الحليب الرائب والذي هو منتج ألبان مخمرة، ينتج من حليب البقر، مع ذوق مميز حامض الذي يسببه بكتيريا حمض اللاكتيك. المنتج يُصنع بطريقه من طريقتين. اصطناعياً صُنعت زبدة اللبن، المعروف أيضا باسم الحليب الرائب المتحضر، وهو مصنوع عن طريق إضافة بكتيريا حمض اللبن. ما يسمى بالحليب الرائب البلغاري" والذي يتم إنشاؤه مع سلالة مختلفة من البكتيريا تدعى المُلَبِّنَة البُلغارية، مما يؤدى إلى مزيد من الحموضة.

### عملية الإنتاج
التخمر الذي يحدث في الحليب الرائب التقليدي يتم عن طريق التحكم في سلالات بكتريا حامض اللاكتيك المنتجة، مما أثار رد فعل كيميائي نظرا للبيئة. تقليديا، قبل أن كانت القشدة منزوعة الدسم من الحليب كامل الدسم، فقد كانت تترك لتبقى لفترة من الوقت للسماح للقشدة واللبن كى ينفصلا. خلال هذا الوقت، سيكون من الطبيعي أن يكون الحليب متخمر عن طريق بكتريا حمض اللاكتيك المنتجة في الحليب. لسبب واحد هذا يحدث هو لتسهيل عملية ممخضة الزبدة لان دهون القشدة مع رقم هيدروجيني اقل سوف تندمج بسهولة أكبر ذلك من القشدة الطازجة.
البيئة الحامضية ساعدت على منع الكائنات الدقيقة المحتمله أن تكون ضاره من النمو، وبالتالي فإن السائل الحامض ساعد على زيادة العمر الافتراضي للمنتج.
تجارياً الحليب الرائب الجاهز متوفر على شكل مِتبستره و متجانس (لو 1 ٪ أو 2 ٪ من الدهون) الحليب الذي تم تلقيحه مع تحضر بكتيريا حمض اللاكتيك لمحاكاة البكتيريا الموجودة طبيعياً في منتج الطراز القديم. بعض منتجات الألبان تضيف بقع ملونة من الزبدة للحليب الرائب الجاهز لمحاكاة القطع المتبقية من الزبدة التي يمكن أن تكون مُخلفه من عملية ممخضة الحليب الرائب التقليدي.
حليب المواد الصلبة الرائب زود أهمية في صناعة الأغذية. تستخدم مثل تلك المواد الصلبة في صناعة الآيس كريم.
قد سمح بإضافة سلالات معينة من البكتيريا إلى الحليب المبستر لمزيد من الإنتاج المتسق.
في وقت مبكر من سنة 1900، الحليب الرائب الجاهز كان يوصفت بأنه حليب رائب مصطنع، لتمييزها عن الحليب الرائب التقليدي، الذي كان يعرف أيضا باسم الحليب الرائب الطبيعي أو العادي. هذا ومنذ ذلك الحين عفا عليها الزمن، لأن الحليب الرائب الجاهز يعتبر الآن أن تكون طبيعية.
الحليب الرائب المحمض هو منتج ذا صله يتم تصنيعه من خلال إضافة المواد الغذائية فئة الحمض للبن.

### الفوائد
الحليب الرائب الجاهز هو أقل في الدهون والسعرات الحرارية من الحليب العادي، لأن الدهون من الحليب الرائب قد أزيلت بالفعل لعمل الزبدة. فهو عالي البوتاسيوم والكالسيوم وفيتامين B12. الحليب الرائب هو أكثر سهوله في الهضم من الحليب كامل الدسم ويحتوي أيضاً على مزيد من حمض اللاكتيك عن الحليب الخالي من الدسم. نظرا لكونه أكثر سهوله في الهضم (نتيجة للبكتيريا المضافه إلى الحليب) والبروتين والكالسيوم يمكن تناولها بسهولة أكبر من قبل الجسم. هناك 99 سعرة حرارية و2.2 غرام من الدهون في كوب واحد من الحليب الرائب (محتوى الدهون قد يكون مختلف في بعض ماركات الحليب الرائب، لأن بعض الماركات تتم مع الحليب الخالي من الدسم في حين أن آخرين تتم مع تقليل دهون الحليب)، بدلا من الحليب كامل الدسم الذي يحتوي على 157 سعرة حرارية و8.9 غرام من الدهون. [بحاجة لمصدر]